# Pilar Pallete

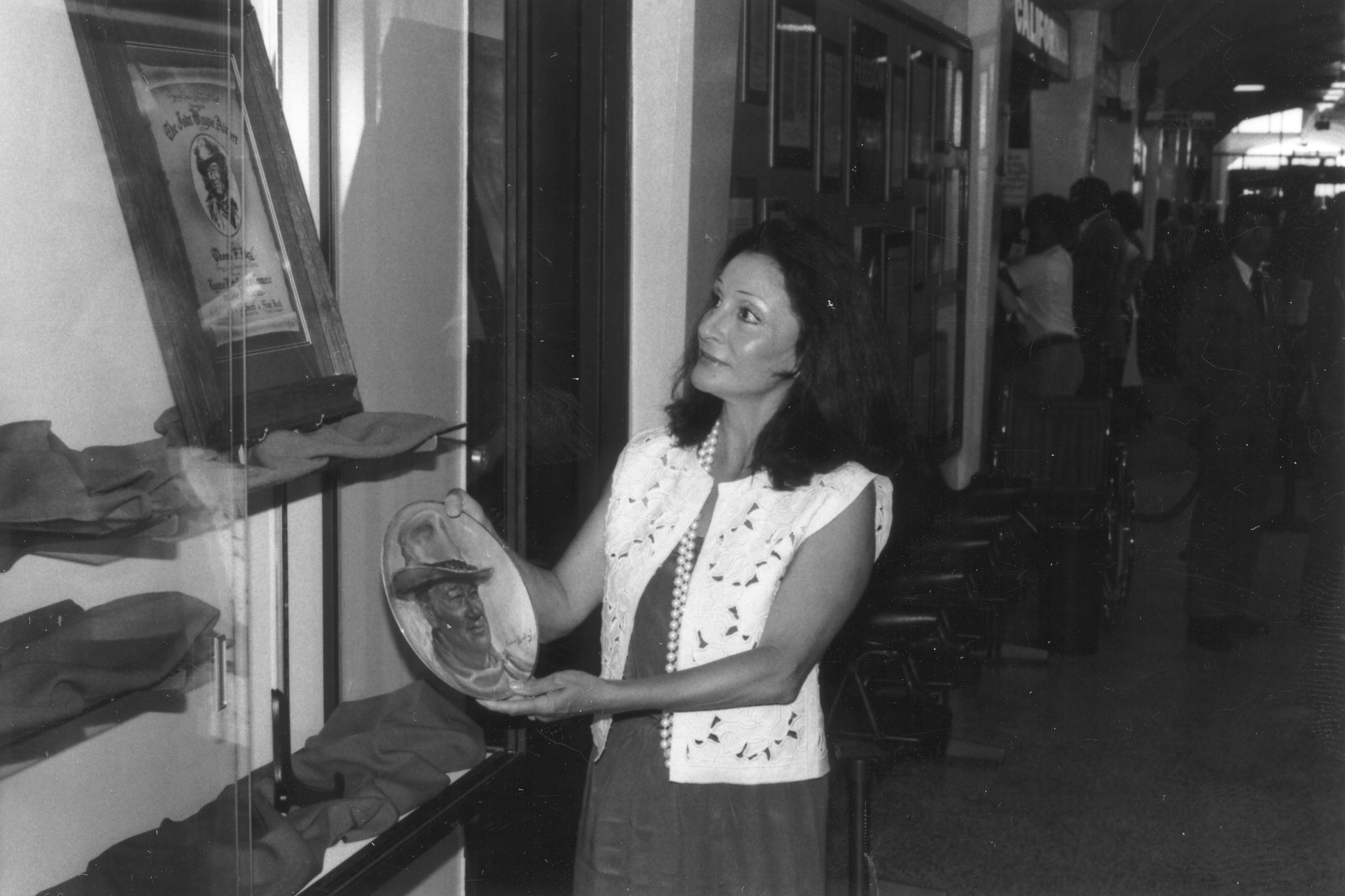
Pilar Pallete đang cầm bức chân dung của John Wayne, năm 1980

Pilar Pallete (sinh ngày 3 tháng 9 năm 1928) là một cựu diễn viên người Peru người có một vai trò không ai tin trong bộ phim mà chồng cũ của bà, John Wayne, mạo hiểm làm đạo diễn, có tên là The Alamo. Bà là người vợ thứ ba của Wayne và đã cưới ông làm chồng trong một số năm trước khi ly hôn vào năm 1973. Pallete chỉ là một diễn viên còn non kinh nghiệm khi bà gặp Wayne vào năm 1953 tại Peru. Wayne đã ở đó để có thể tìm vị trí cho The Alamo. Họ cưới nhau vào năm 1954, vào chính cái ngày mà Wayne chia tay người vợ trước đó. Không giống với những người phụ nữ khác trong đời Wayne, Pallete thể hiện mối quan tâm thực sự với công việc của chồng mình trong khi bà không quan tâm lắm việc mưu cầu cho mình. Đó là mối quan hệ công khai nhất của Wayne và ông cùng với người vợ thứ ba của mình có 3 đứa con. Sau khi tách biệt với Wayne và ông qua đời vào năm 1979, Pallete còn cưới thêm hai lần nữa. Vào tháng 10 năm 1987, bà xuất bản một cuốn sách nói về mối quan hệ của bà đối với Wayne có tên là John Wayne: Chồng tôi với Công tước.

## Tuổi thơ và cuộc sống đầu đời[1]
Pilar Pallete sinh ngày 3 tháng 9 năm 1928, tại Paita, một thành phố ở phía tây bắc của Peru, là con gái của Miguel Arturo Pallete và Carmela de Pallete. Bà là con gái của một ông Thượng nghị sĩ Peru và lớn lên trong hoàn cảnh giàu có của gia đình. Vào năm 1953, bà trở thành ngôi sao khi đảm đương vai chính trong một bộ phim của Peru có tên Sabotear en la selva. Bà đã cưới trước đó Richard Weldy, một thợ săn chuyên nghiệp.

## Hôn nhân với John Wayne[1]
Pallete gặp Wayne trong một sau làm phim mà bà nhắm đến vào thời điểm đó. Bà chỉ kết thúc đóng phim đó bằng tiết mục múa ở trong ánh lửa. Đạo diễn của bộ phim đã giới thiệu bà cho Wayne khi Wayne đến Peru để có thể tìm ý tưởng cho bộ phim mà ông mạo hiểm làm đạo diễn lần đầu tiên, The Alamo. Vào thời điểm đó, Wayne vẫn trong cuộc hôn nhân với người vợ thứ hai tên Esperanza Baur, một diễn viên người Mexico và Pallete vẫn là vợ của Weldy. Vào năm 1953, Pallete đến Los Angeles, California cho việc làm phiên bản tiếng Anh của Sabotear en la selva. Đó chính là nơi bà gặp Wayne lần thứ hai và bắt đầu một mối quan hệ tình cảm với ông. Một năm sau đó, họ kết hôn vào ngày 1 tháng 11 năm 1954, tại Kona, Hawaii, chỉ vài giờ sau khi sự ly hôn giữa Wayne với người vợ thứ hai kết thúc. Trước khi nghỉ hưu diễn lâu dài, bà có một vai diễn không được công nhận trong The Alamo.
Trong những năm tiếp theo, bà đã sinh ra 3 người con:
- Aissa (sinh ngày 31 tháng 3 năm 1956)
- Ethan (sinh ngày 22 tháng 2 năm 1962)
- Marisa (sinh ngày 22 tháng 2 năm 1966)

Trong cuộc hôn nhân với Wayne, bà cùng với gia đình mình đi nhiều nơi trên thế giới, hầu hết là những nơi mà Wayne nhắm đến để làm phim. Cuối cùng, vào năm 1965, họ đến Newport Beach, California. Pallete bắt đầu việc giải trí ở một xưởng phim được thuê trong Fernleaf Courtyard, Corona del Mar, California. Một năm sau đó, bà đã lập ra một cửa hàng ăn uống ở đó.
Vào thập niên 1970, mọi thứ bắt đầu thay đổi. Pallete bắt đầu than phiền về sự không thoải mái của bà do sự vắng nhà dài của Wayne. Wayne sau đó đã cho biết ông và vợ không còn quan tâm đến nhau. Họ đã lựa chọn một sự tách biệt ngắn vào năm 1973. Tuy nhiên, họ không bao giờ ly hôn hay tách biệt một cách chính thức. Hai người kết hôn trở lại cho đến ngày ông qua đời. Wayne qua đời vì ung thư dạ dày vào ngày 11 tháng 6 năm 1979.

## Những năm sau đó[1]
5 năm sau khi Wayne qua đời, Pallete đã kết hôn với thẩm phán người Mỹ Richard Stewart rồi lại ly hôn vào năm 1997. Năm 1998, bà cưới diễn viên và đạo diễn Jesse L. Upchurch.
Lúc đầu, bà đã không quan tâm đến việc viết tiểu sử của Wayne. Tuy nhiên, bà đã thay đổi quyết định của mình sau khi nhận ra có một vài người muốn biết và những tác giả của họ không biết về cuộc đời của Wayne một cách tốt. Bà là đồng tác giả của cuốn John Wayne: My Life with the Duke, người viết kia là Alex Thorleifson. Nó được xuất bản vào ngày 1 tháng 10 năm 1987 bởi nhà xuất bản McGraw-Hill.